# Richardia numerifera
Richardia numerifera är en tvåvingeart som beskrevs av Speiser 1911. Richardia numerifera ingår i släktet Richardia och familjen Richardiidae. Inga underarter finns listade i Catalogue of Life.